# Pantana luisa
Pantana luisa är en fjärilsart som beskrevs av Arnold Pagenstecher 1885. Pantana luisa ingår i släktet Pantana och familjen tofsspinnare. Inga underarter finns listade i Catalogue of Life.